# Follie d'estate
Follie d'estate è un film italiano del 1963 diretto da Carlo Infascelli e da Edoardo Anton.
Follie d'estate è un film a episodi, che riutilizza buona parte delle scenette del film del 1954 Ridere! Ridere! Ridere! di Edoardo Anton il quale ha diretto un intermezzo di collegamento tra i vari episodi.

## Trama
Su un treno che porta al mare, Turiddu (Murgia) viaggia con la moglie apparentemente brutta (Gorassini) e un campionario di costumi da bagno femminili che cerca di vendere alle astanti. Una volta arrivati al mare, la giovane moglie, in realtà bellissima, deciderà di indossare uno dei bikini del marito che sulle prime fa una sfuriata arrivando a 'tagliarla in due', ma una volta 'ricomposta' comincerà ad apprezzarne la bellezza. Il film termina con i due e un gruppo di bagnanti che sulla spiaggia si scatenano in un twist. Durante questa storia cornice vengono proposti vari sketch tratti da Ridere! Ridere! Ridere! del 1954 ma in bianco e nero.

## Produzione
Solo tramite questo film è possibile vedere, anche se in b/n, alcuni degli sketch girati per Ridere! Ridere! Ridere!: film irreperibile da decenni.